# FKソポト
フドバルスキ・クルブ・ソポト（セルビア語: Фудбалски клуб Сопот, セルビア・クロアチア語: Fudbalski klub Sopot）は、セルビアのベオグラード・ソポトをホームタウンとするサッカークラブである。

## 歴史
1927年設立。ベオグラード近郊のソポトを本拠地としている。ソポト出身のヴラダン・ルキッチは選手として在籍したことはなかったが会長を務めた。

## 歴代所属選手
- マリオ・ジュロフスキ 2003
- ステファン・シュチェポヴィッチ 2009
- アレクサンダル・コヴァチェヴィッチ 2009-2011
- ペタル・ジュリチュコヴィッチ 2009-2011
- フィリプ・ストイコヴィッチ 2009-2011
- スラヴォリュブ・スルニッチ 2011-2012
- ドラゴリュブ・スルニッチ 2011-2012
- フィリプ・マノイロヴィッチ 2014-2015